# Sudan ai Giochi della XXXII Olimpiade
Il Sudan ha partecipato ai Giochi della XXXII Olimpiade, che si sono svolti a Tokyo, Giappone, dal 23 luglio all'8 agosto 2021 (inizialmente previsti dal 24 luglio al 9 agosto 2020 ma posticipati per la pandemia di COVID-19) con cinque atleti, tre uomini e due donne.
Si è trattato della dodicesima partecipazione di questo paese ai Giochi estivi.

## Delegazione
| Sport            | Uomini | Donne | Totale |
| ---------------- | ------ | ----- | ------ |
| Atletica leggera | 1      | -     | 1      |
| Canottaggio      | -      | 1     | 1      |
| Judo             | 1      | -     | 1      |
| Nuoto            | 1      | 1     | 1      |
| Totale           | 3      | 2     | 5      |

## Risultati

### Atletica leggera
Il Sudan beneficia di un posto attribuito in nome dell'universalità dei Giochi.
| Q | Qualificato al turno successivo per la posizione in qualificazione                                                           |
| q | Qualificato per il turno successivo per ripescaggio o, negli eventi su campo, conquistando la misura minima per qualificarsi |

Maschile
Eventi su pista e strada
| Atleta      | Evento      | Batteria  | Batteria  | Semifinale      | Semifinale      | Finale          | Finale          |
| Atleta      | Evento      | Risultato | Posizione | Risultato       | Posizione       | Risultato       | Posizione       |
| ----------- | ----------- | --------- | --------- | --------------- | --------------- | --------------- | --------------- |
| Sadam Koumi | 400 m piani | 46"26     | 5°        | non qualificato | non qualificato | non qualificato | non qualificato |

### Canottaggio
| FA   | Qualificato in finale A (per le medaglie)     |
| FB   | Qualificato in finale B (non per le medaglie) |
| FC   | Qualificato in finale C (non per le medaglie) |
| FD   | Qualificato in finale D (non per le medaglie) |
| FE   | Qualificato in finale E (non per le medaglie) |
| FF   | Qualificato in finale F (non per le medaglie) |
| SA/B | Semifinali A/B                                |
| SC/D | Semifinali C/D                                |
| SE/F | Semifinali E/F                                |
| QF   | Qualificato ai quarti di finale               |
| R    | Ripescaggio                                   |

| Atleta        | Evento            | Batteria | Batteria  | Ripescaggio | Ripescaggio | Semifinali | Semifinali | Finale   | Finale    |
| Atleta        | Evento            | Tempo    | Posizione | Tempo       | Posizione   | Tempo      | Posizione  | Tempo    | Posizione |
| ------------- | ----------------- | -------- | --------- | ----------- | ----------- | ---------- | ---------- | -------- | --------- |
| Esraa Khogali | Singolo femminile | 10'18"27 | 6ª R      | 10'25"94    | 5ª S E/F    | 10'23"52   | 4ª FF      | 10'05"32 | 38ª       |

### Judo
| Atleta               | Evento         | Preliminari             | 16-esimi                | Ottavi               | Quarti               | Semifinali           | Ripescaggio          | Med. bronzo          | Finale               | Posizione       |
| Atleta               | Evento         | Avversario Risultato    | Avversario Risultato    | Avversario Risultato | Avversario Risultato | Avversario Risultato | Avversario Risultato | Avversario Risultato | Avversario Risultato | Posizione       |
| -------------------- | -------------- | ----------------------- | ----------------------- | -------------------- | -------------------- | -------------------- | -------------------- | -------------------- | -------------------- | --------------- |
| Mohamed Abdalarasool | 73 kg maschile | Nourine F. (ALG) V (WO) | Butbul T. (ISR) P (DNS) | non qualificato      | non qualificato      | non qualificato      | non qualificato      | non qualificato      | non qualificato      | non qualificato |

### Nuoto
| Atleta         | Gara                        | Batterie | Batterie | Semifinali      | Semifinali      | Finale          | Finale          |
| Atleta         | Gara                        | Tempo    | Pos.     | Tempo           | Pos.            | Tempo           | Pos.            |
| -------------- | --------------------------- | -------- | -------- | --------------- | --------------- | --------------- | --------------- |
| Abobakr Abbas  | 100 m rana maschile         | 1'04"46  | 45º      | non qualificato | non qualificato | non qualificato | non qualificato |
| Haneen Ibrahim | 50 m stile libero femminile | 34"49    | 80ª      | non qualificata | non qualificata | non qualificata | non qualificata |